# شکین
شکین (به لاتین: Shkin) یک منطقهٔ مسکونی در افغانستان است که در ولسوالی برمل واقع شده‌است. شکین ۲٬۱۹۷ متر بالاتر از سطح دریا واقع شده‌است.